# Râul Valea Vinului, Vișeu
Râul Valea Vinului este un curs de apă, afluent al Vișeu. 